# Neuholländergarten

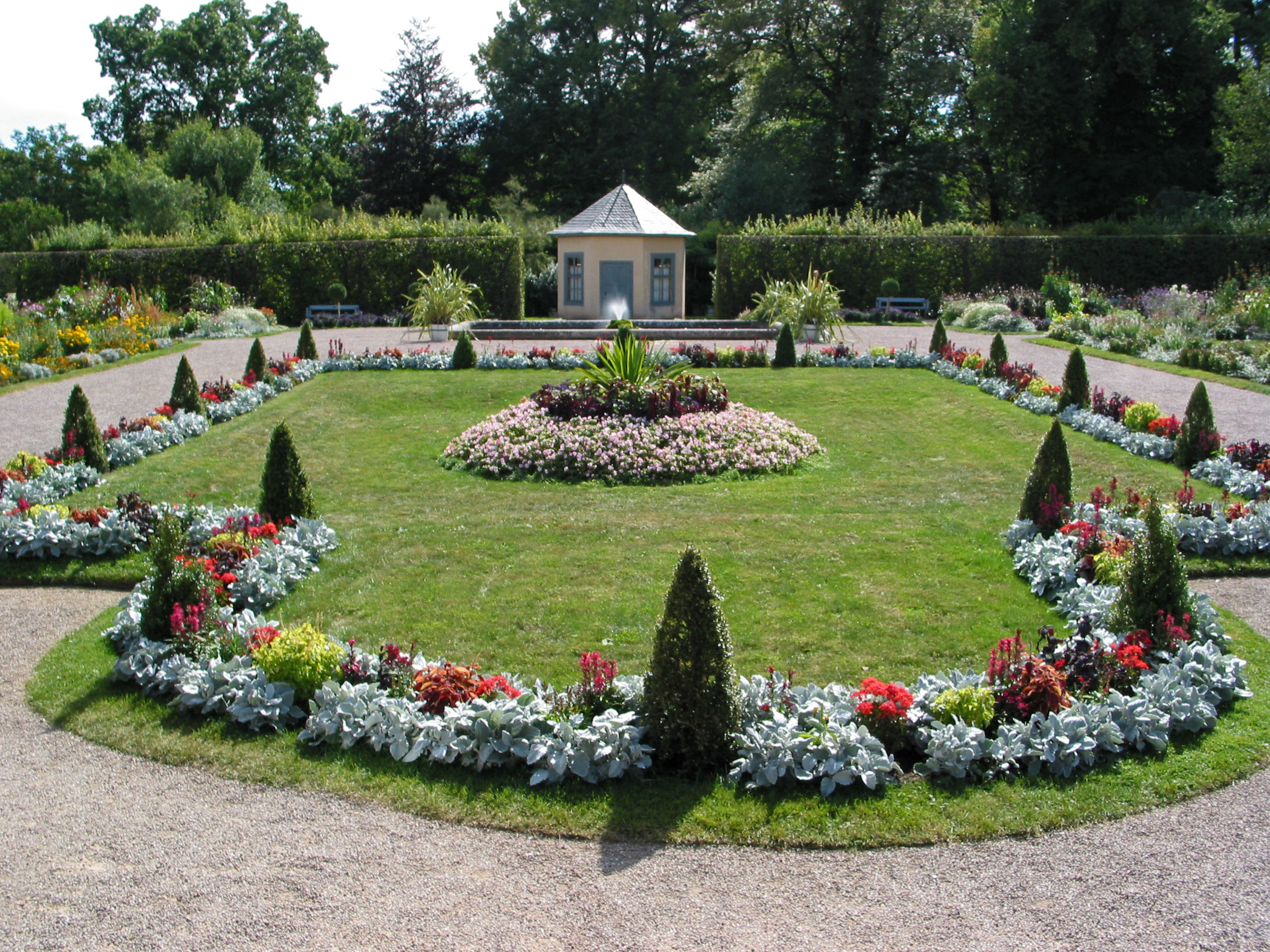
Blumengarten oder sogenannte Neuholländergarten

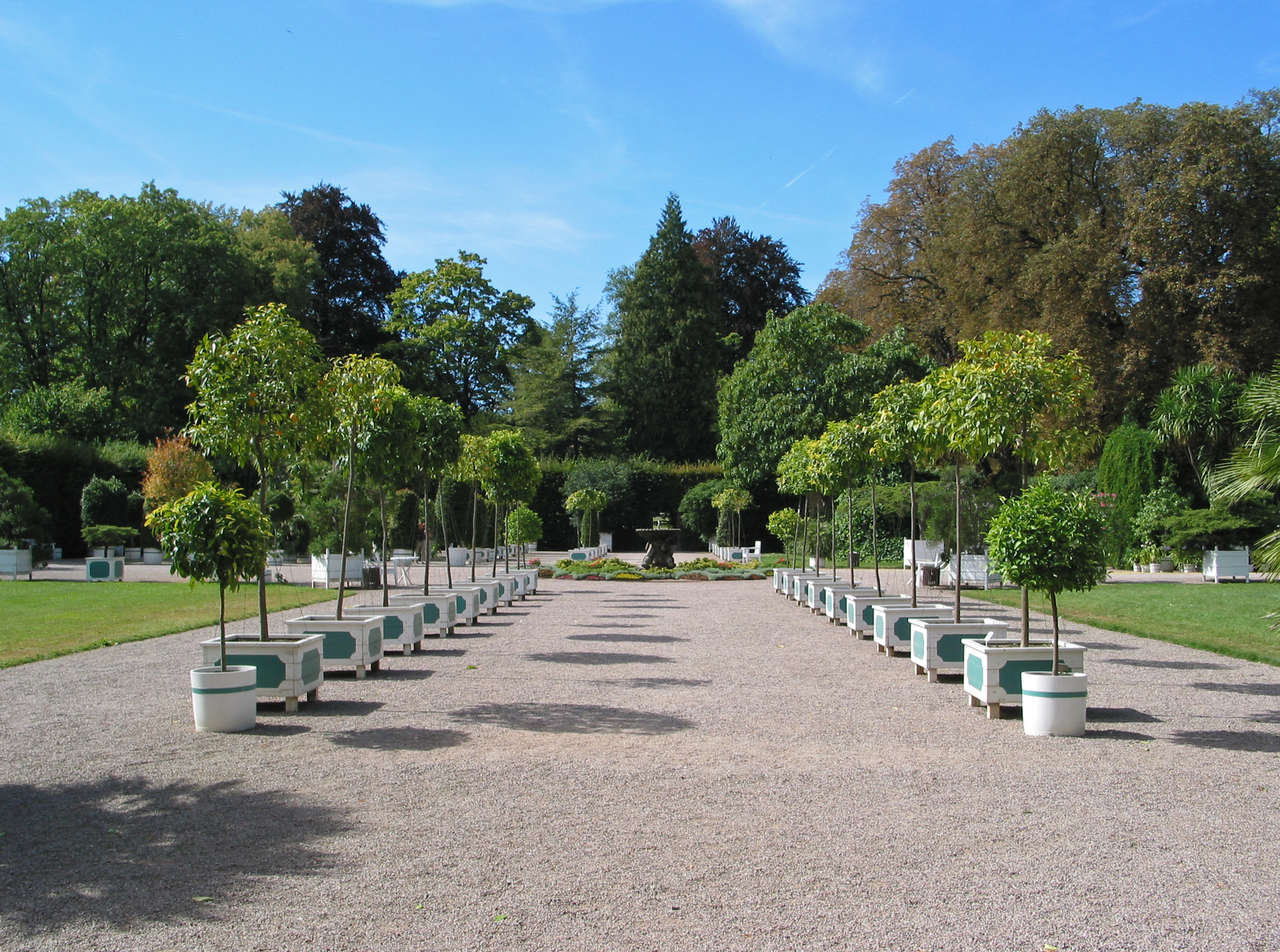
Orangeriehof

Ein Garten, der Blumengarten oder der sogenannte Neuholländergarten mit Pavillon, ist der neuere Orangeriegarten im Schlosspark Belvedere in Weimar. Er wurde zeitweilig auch als Botanischer Garten bezeichnet. Er wurde unter Carl August angelegt und diente vorrangig dem botanischen Studium. Neuholländergarten wurde er genannt, weil viele der Gewächse aus Australien kamen, was auch unter der Bezeichnung Neuholland bekannt war. Die Bestände flossen in den Hortus Belvedereanus ein. Die heutige Gestaltung resultiert aus der Thüringischen Landesgartenschau aus dem Jahr 1928. Die Südflanke dieses Bereiches ist mittig zu betreten in Sichtachse zum Pavillon. Die Bänke haben mit Löwen-Greifen verzierte Bänke. Die eigentlichen Studien wurden im sogenannten Roten Turm betrieben. Die Anlage datiert in die 1820er Jahre. In dem Blumengarten um das Goldfischbecken werden jährlich wechselnde Blumen gepflanzt, die sämtlich in der Gärtnerei gezogen werden, wobei die Pflanzpläne historischen Vorbildern folgen.
In dem Orangeriehof kann der Besuche in den Sommermonaten Feigen-, Granatapfel- und Johannesbrotbäume, kanarische Drachen- und südostasiatische Gummibäume sehen.
Erwähnung verdienen auch die beiden Sonnenuhren.